# 2A
2A var under andra världskriget namnet på ett nätverk av norska motståndsceller i Oslo, Østfold, Vestfold, Aust-Agder, Vest-Agder och Trondheim som kämpade mot tyskarnas ockupation av Norge.
2A knöt redan 1940 kontakt med den brittiska legationen i Stockholm, senare med SOE och Osvaldgruppen under ledning av Asbjørn Sunde. Under en period med start hösten 1941 fungerade Osvaldgruppen som en aktionsgrupp för 2A. Kontakten med den norska legationen i Stockholm gick genom det så kallade Idrottskontoret som var inrättat för att täcka arbetet med den norska hemfronten. 1942 inledde den kända motståndsmannen Gunnar Sønsteby ett samarbetade med bland annat 2A som han fick kontakt med genom den brittiska legationen i Stockholm.
2A var, i likhet med kommunisterna, involverade i aktioner mot ockupanterna vid en tidpunkt då detta delvis gick emot den norska London-regeringens politik. Med tiden fick organisationen flera undergrupper.
- 2AX – bedrev flyktingtrafik ut ur Norge (X stod för "EXSport").
- 2AE – bedrev underrättelsetjänst
- 2AP – bedrev varningsverksamhet (P stod för "Polisgruppen")

2A var också inblandad i tryckning och distribution av illegala tidningar samt aktioner för att befria arresterade motståndsmän. Det var medlemmar från 2A som bland annat befriade Max Manus efter att tyskarna hade gripit honom 1941.
Många av 2A:s ledare var kritiska till London-regeringen och önskade en mer aktiv motståndslinje. 1943 ledde detta till konflikter med Milorg och den norska militärapparaten i Sverige. Idrottskontoret blev nedlagt 1943 och ersattes med Sambandskontoret som stod under total kontroll från London. 1944 trappades konflikten mellan 2A och den norska London-regeringen upp vilket resulterade i att alla 2A:s representanter vid Sambandskontoret miste alla sina ställningar och poster.
Asbjørn Bryhn var en av ledarna för 2A.